# Stanislava Staša Zajović
Stanislava Staša Zajović (Nikšić, 1953. január 25. –) békeaktivista és feminista író. A Nők feketében társalapítója és koordinátora Belgrádban, Szerbiában.

## Élete
Spanyol és olasz nyelvet tanult a Belgrádi Egyetemen, majd az 1980-as években csatlakozott Belgrádban a feminista mozgalomhoz.
Számos feminista tevékenységben vett részt, az utcai akciók szervezésétől a menekültekkel, nőkkel való munkáig.
Oktatásokat szervezett a nők emberi jogaira, a nők békepolitikájára, az etnikumok és kultúrák közötti szolidaritásra, a nőkre és a hatalomra, a nőkre és az antimilitarizmusra összpontosítva. Jelentős szerepet játszott a Nők feketében hálózatának kiterjesztésében a világon. Carmen Magallón Mujeres en pie de paz című könyvében például elmondja, hogy Staša 1993-as spanyolországi látogatása, elképzelései és elkötelezettsége befolyásolta a Nők feketében csoport létrehozását abban az országban.
Esszék, cikkek és mellékletek szerzője a helyi, regionális és nemzetközi médiában, folyóiratokban és kiadványokban a nőkről és a politikáról, a reproduktív jogokról, a háborúról, a nacionalizmusról és a militarizmusról, a nők háborús elleni kiállásáról és az antimilitarizmusról (1992-től napjainkig).
2017-ben aláírta a horvátok, szerbek, bosnyákok és montenegróiak közös nyelvéről szóló nyilatkozatot 

Részt vett a Nők feketében képviseletében a háború áldozataira emlékező eseményeken Vukovárban (Horvátország), és szónoka volt a boszniai háború kezdetének évfordulója alkalmából rendezett tüntetésen.

## Elismerései, díjai
- Millenniumi Békedíj nőknek[7]
- Tutin díszpolgára
- Granada díszpolgára
- 2005-ben az 1000 nő a Nobel-békedíjért kampány részeként jelölték a Nobel-békedíjra.
- 2005-ben és 2007-ben is jelölte a Danas napilap az Év emberének.

## Fordítás
- Ez a szócikk részben vagy egészben  a   Stanislava Staša Zajović című angol Wikipédia-szócikk ezen változatának fordításán alapul.  Az eredeti cikk szerkesztőit annak laptörténete sorolja fel. Ez a jelzés csupán a megfogalmazás eredetét és a szerzői jogokat jelzi, nem szolgál a cikkben szereplő információk forrásmegjelöléseként.